# Ella Rumpf
Ella Rumpf, född den 4 februari 1995 i Paris, är en fransk-schweizisk skådespelare.
Rumpfs genombrott som skådespelare kom med skräckfilmen Raw där hon spelade karaktären  Alexia. För sin rollprestation vann hon Sutherland Trophy vid 2016 års London Film Festival. 2020 tilldelades hon Shooting Stars Award. I filmen Marguerites Theorem spelade hon titelkaraktären Marguerite som hon belönades med en Lumière Award for Best Female Revelation för.

## Filmografi (i urval)
- 2016 – Raw
- 2022–2024 – Tokyo Vice (TV-serie)
- 2023 – Fearless Flyers
- 2023 – Marguerites teorem
- 2025 – Couture